# Ivan Rendić
Ivan Rendić (ur. 27 sierpnia 1849 w Imotski, zm. 29 czerwca 1932) – chorwacki rzeźbiarz.

## Życiorys
Rzeźbić zaczął we wczesnym dzieciństwie, wyrastając w kamieniarskiej tradycji wyspy Brač, gdzie się wychowywał. W 1871 ukończył w Wenecji szkołę artystyczną, gdzie początkowo terminował. Potem związał się z Triestem, gdzie zrealizował część swoich prac. Z uwagi na głoszony iliryzm był tutaj ostro krytykowany przez nacjonalistów włoskich. Studiował także we Florencji. Wystawiał w Zagrzebiu oraz Splicie.
Był pierwszym znanym i wykształconym rzeźbiarzem chorwackim. Tworzył w duchu realizmu i naturalizmu. Skupiał się na dokładnym odwzorowywaniu szczegółów. Stworzył 208 rzeźb, które rozsiane są w 51 miastach Europy południowej, w tym w różnych częściach Chorwacji i stanowią ważne zabytki kultury narodowej. W parku Zrinjevac w Zagrzebiu stoją np. statuy takich osób jak: Andrea Schiavone, Giulio Clovio, Fran Krsto Frankopan, Ivan Gundulić, Nikola Jurišić, czy August Šenoa. Pomnik Ljudevita Gaja stoi w Krapinie.
Od 1921 mieszkał w Supetarze (wyspa Brač), gdzie bezskutecznie próbował stworzyć kolonię i szkołę artystyczną.